# ك. لودفيغ فايفر
ك. لودفيغ فايفر (بالألمانية: Karl Ludwig Pfeiffer)‏ هو أستاذ جامعي وكاتب ومؤلف ألماني، ولد في 1944 في نويشتات أن در آيش في ألمانيا.